# 土坂泰敏
土坂 泰敏（つちさか やすとし、1939年10月28日 - 2022年12月6日）は、日本の運輸官僚。帝都高速度交通営団総裁を務めた。

## 来歴・人物
神奈川県出身。1963年に東京大学法学部を卒業し、同年に運輸省に入省した。1989年6月に大臣官房総務審議官に就任し、1992年6月に自動車交通局長に就任し、1993年7月に航空局長に就任し、1996年7月から1997年7月までに海上保安庁長官を務めた。1997年9月に帝都高速度交通営団副総裁に就任し、日比谷線事故では、事故の原因究明と被害者対策に当たった。2000年6月に総裁に昇格し、民営化される2004年3月までに務めた。2015年4月に瑞宝重光章を受章。

## 経歴
1963年 運輸省入省
1989年 大臣官房総務審議官
1992年 自動車交通局長
1993年 航空局長
1996年 海上保安庁長官
1997年 帝都高速度交通営団副総裁
2000年 帝都高速度交通営団総裁
2004年 東京地下鉄株式会社相談役
2005年 財団法人メトロ文化財団会長
2011年 東京地下鉄株式会社顧問
2019年 東京地下鉄株式会社名誉顧問
2022年 83歳で死去